# Protonemura tyrrhena
Protonemura tyrrhena is een steenvlieg uit de familie beeksteenvliegen (Nemouridae). De wetenschappelijke naam van de soort is voor het eerst geldig gepubliceerd in 1938 door Festa.